# Hutnîțka, Oleksandrivka
Hutnîțka (în ucraineană Гутницька) este un sat în comuna Krasnosillea din raionul Oleksandrivka, regiunea Kirovohrad, Ucraina.

## Demografie
Componența lingvistică a localității Hutnîțka
     Ucraineană (99,48%)
     Alte limbi (0,52%)
Conform recensământului din 2001, majoritatea populației localității Hutnîțka era vorbitoare de ucraineană (99,48%), existând în minoritate și vorbitori de alte limbi.